# Lac Chibougamau
Lac Chibougamau är en sjö i Kanada.   Den ligger i regionen Nord-du-Québec och provinsen Québec, i den östra delen av landet, 500 km norr om huvudstaden Ottawa. Lac Chibougamau ligger 377 meter över havet.
Runt Lac Chibougamau är det mycket glesbefolkat, med 4 invånare per kvadratkilometer.